# Ayşe Hafsa Sultan

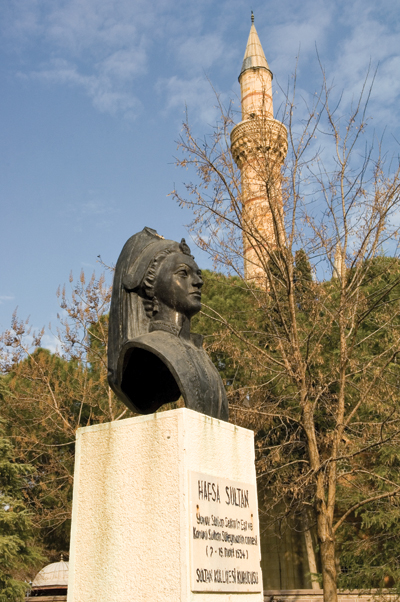
Büste von Hafsa Sultan in Manisa

Hafsa Sultan (geboren um 1479; gestorben am 19. März 1534 in Istanbul) war die Mutter (Valide Sultan) des osmanischen Sultans Süleyman I. Von 1520 bis zu ihrem Tod galt sie als einflussreichste Frau im Osmanischen Reich.

## Leben
Weder das genaue Geburtsdatum noch die Herkunft von Ayşe Hafsa Vâlide Sultan sind bekannt. Ebenso unbekannt ist, wann sie in den Harem des Prinzen Selim, der seit 1487 als Statthalter in Trabzon residierte, gelangt ist. In Trabzon brachte sie 1494 ihren Sohn Süleyman zur Welt. 1509 verließ sie Trabzon gemeinsam mit ihrem Sohn in Richtung Kefe, wo der Prinz seine erste Statthalterschaft übernahm. 1513 – nach der Thronbesteigung  Sultan Selims I. (1512) – begleitete sie ihren Sohn nach Manisa, dem Verwaltungszentrum des „Prinzensandschaks“ Saruhan. Nach dem Tod Sultan Selims I. und der Thronbesteigung Sultan Süleymans I. (1520) kam Hafsa Sultan nach Istanbul und lebte dort bis zu ihrem Tod am 19. März 1534. Sie wurde in einem Mausoleum hinter der Qibla-Wand der Yavuz-Sultan-Selim-Moschee in Fatih bestattet. Das Mausoleum wurde 1884 bei einem Erdbeben zum größten Teil zerstört und zu Beginn des 20. Jahrhunderts vereinfacht wiederaufgebaut.
Hafsa Sultan war die erste Konkubine, die den Titel Sultan nach ihrem Vornamen trug, der den Namen Hatun ersetzte.

## Kinder
- Süleyman I. (1494–1566)
- Hatice Sultan (um 1494–1538)
- Beyhan Sultan (1498–1560)
- Fatma Sultan (1500–1570)
- Hafsa Sultan (1500–1548)